# Jarno De Smedt
Jarno De Smedt (Bornem, 4 januari 2000) is een Belgisch boogschutter. 

## Levensloop
De Smedt studeerde 'toegepaste informatica' aan de AP Hogeschool te Antwerpen. Hij begon omstreeks 2008 met boogschieten bij de Koninklijke Jonge Sint Sebastiaan boogschietclub (KJSS) te Rumst. Bij deze club is hij nog steeds actief. Hij beoefent de discipline 'boogschieten met recurveboog'.
Op de Europese kampioenschappen van 2018 werd hij in de derde ronde uitgeschakeld door de Nederlander Steve Wijler. In 2019 bereikte hij de 1/32e finales op de Europese Spelen van 2019 te Minsk. De Luxemburger Jeff Henckels bleek daarin evenwel te sterk. Op het EK van 2021 bereikte hij met het Belgisch team de 1/16e finales en individueel de derde ronde.
In juni 2021 haalde hij samen met Senna Roos en Ben Adriaensen de finale op de wereldbekermanche in Parijs. Doordat het Duitse team in de finale te sterk bleek kon het trio zich tijdens dit laatste quotatoernooi niet plaatsen voor de Olympische Zomerspelen in Tokio. Op basis van zijn individuele ranking plaatste De Smedt zich wel. Aldaar bereikte hij de 1/16e finales, waarin hij werd uitgeschakeld door de Chinees Julian Li. 
Op de Europese kampioenschappen van 2022 bereikte hij de 1/8e finale, waarin hij werd uitgeschakeld door de Zwitser Florian Faber. Op de Europese Spelen van 2023 werd hij uitgeschakeld door de Fransman Nicolas Bernardi in de 1/16e finales. Van 2017 tot 2022 werd De Smedt telkens Belgisch kampioen (outdoor). In 2023 moest hij deze titel aan Kurt De Backer laten.